# بزرگ بن شهریار
بزرگ بن شهریار رامهرمزی دریانورد ایرانی بود. او در نیمهٔ نخست سده چهارم هجری، یعنی ۹۱۲ تا ۱۰۰۹ میلادی برآمد. او پس از سال ۹۵۳–۹۵۴ میلادی مجموعه‌ای از داستان‌ها و افسانه‌های ناخدایان و دریانوردان و تاجران در اقیانوس هند را در کتابی به نام عجائب الهند بره و بحره و جزائره گردآوری کرد. کتاب او تاکنون یک بار به فارسی، دو بار به انگلیسی، یک بار به روسی ترجمه شده و دست کم سه بار در زبان عربی مورد تحقیق و شرح قرار گرفته است.